# Vitalis Takawira
Vitalis Takawira (surnommé parfois Digital), né le 24 septembre 1972 à Salisbury en Rhodésie (actuellement Harare au Zimbabwe) est un footballeur international zimbabwéen. Il évolue au poste d'attaquant.

## Biographie
Vitalis Takawira commence sa carrière en 1989 au Dynamos Football Club, un club du Zimbabwe. Il y marque 23 buts dès sa première saison. Il termine cinq fois meilleur buteur de son équipe, trois fois meilleur buteur du championnat. Il est également trois fois sacré champion du Zimbabwe. Il signe en 1995 en Suisse au FC Winterthour qui évolue en Ligue nationale B soit le deuxième niveau suisse. Il marque 9 buts en 10 matchs. 
En 1996, il est alloué aux Wiz de Kansas City pour la saison inaugurale de la MLS. Il est auteur d'une bonne première saison avec 13 buts et 7 passes décisives en saison régulière, ainsi que d'un but en play-offs . En 1997, son équipe gagne le MLS Supporters' Shield décerné à la meilleure franchise de la saison régulière et son bilan personnel est de 8 buts et 7 passes. Les Wizards sont éliminés dès le premier tour des play-offs. Le rendement et le temps de jeu de Takawira baissent lors des deux saisons suivantes avec seulement 7 buts et 3 passes en 1998 et 2 passes en 1999.
En 2000, il signe au Rampage de Milwaukee, une franchise qui évolue en A-League soit le deuxième niveau américain. Lors de sa première saison, il est élu meilleur joueur du championnat grâce à son bilan de 16 buts et 10 passes en 21 matchs en saison régulière. Il marque 3 buts en 3 matchs de play-offs où son équipe est éliminée en finale de conférence. Lors de la saison 2001, son bilan est de 13 buts et 4 passes en saison régulière. Il marque 1 but en 6 matchs de play-offs où son équipe s'arrête en demi-finales. En 2002, son équipe gagne le titre de division dans sa conférence. Il marque 9 buts et réalise 8 passes en saison régulière. Son équipe gagne le titre à l'issue des play-offs.
Le Rampage cessant ses activités à l'issue de la saison, il rejoint le Wave United de Milwaukee qui reprend la suite. Il y reste deux saisons pour un bilan de 30 matchs, 7 buts et 5 passes.
Vitalis Takawira compte 25 sélections et 11 buts en équipe nationale du Zimbabwe,.
Il a un fils, Vitalis Takawira Jr. qui évolue avec l’académie des Timbers de Portland.

## Statistiques

### En club
| Saison                | Club                     | Championnat           | Championnat | Championnat | Championnat | Coupe(s) nationale(s) | Coupe(s) nationale(s) | Coupe(s) nationale(s) | Séries | Séries | Séries | Total | Total | Total |
| Saison                | Club                     | Division              | M.          | B.          | P.d.        | M.                    | B.                    | P.d.                  | M.     | B.     | P.d.   | M.    | B.    | P.d.  |
| 1989-1995             | Dynamos Football Club    | PSL                   | -           | -           | -           | -                     | -                     | -                     | -      | -      | -      | 0     | 0     | 0     |
| 1995-1996             | FC Winterthour           | LNB                   | 10          | 9           | 0           | -                     | -                     | -                     | -      | -      | -      | 10    | 9     | 0     |
| 1996                  | Wiz de Kansas City       | MLS                   | 28          | 13          | 7           | 1                     | 1                     | 0                     | 5      | 1      | 0      | 34    | 15    | 7     |
| 1997                  | Wizards de Kansas City   | MLS                   | 28          | 8           | 7           | 2                     | 1                     | 1                     | -      | -      | -      | 30    | 9     | 8     |
| 1998                  | Wizards de Kansas City   | MLS                   | 29          | 8           | 3           | -                     | -                     | -                     | -      | -      | -      | 29    | 8     | 3     |
| 1999                  | Wizards de Kansas City   | MLS                   | 18          | 0           | 2           | -                     | -                     | -                     | -      | -      | -      | 18    | 0     | 2     |
| 2000                  | Rampage de Milwaukee     | A-League              | 21          | 16          | 10          | -                     | -                     | -                     | 3      | 3      | 0      | 24    | 19    | 10    |
| 2001                  | Rampage de Milwaukee     | A-League              | 20          | 13          | 4           | -                     | -                     | -                     | 6      | 1      | 2      | 26    | 14    | 6     |
| 2002                  | Rampage de Milwaukee     | A-League              | 22          | 9           | 8           | -                     | -                     | -                     | 1      | 1      | 0      | 23    | 10    | 8     |
| 2003                  | Wave United de Milwaukee | A-League              | 17          | 6           | 4           | -                     | -                     | -                     | -      | -      | -      | 17    | 6     | 4     |
| 2004                  | Wave United de Milwaukee | A-League              | 13          | 1           | 1           | -                     | -                     | -                     | -      | -      | -      | 13    | 1     | 1     |
| Total sur la carrière | Total sur la carrière    | Total sur la carrière | 206         | 83          | 46          | 3                     | 2                     | 1                     | 15     | 6      | 2      | 224   | 91    | 49    |

### En sélection
Sources, :
| Zimbabwe | Zimbabwe | Zimbabwe |
| Année    | Matchs   | Buts     |
| -------- | -------- | -------- |
| 1992     | 2        | 1        |
| 1993     | 2        | 0        |
| 1994     | 5        | 2        |
| 1995     | 5        | 3        |
| 1996     | 3        | 2        |
| 1997     | 7        | 3        |
| 1998     | 1        | 0        |
| Total    | 25       | 11       |

## Palmarès

### En club
- Championnat du Zimbabwe : 1989, 1991 et 1994
- A-League : 2002
- MLS Supporters' Shield : 1997

### Individuel
- Meilleur joueur de A-League : 2000
- Meilleur buteur du Championnat du Zimbabwe : 3 fois